# 埼玉県道318号並塚幸手線

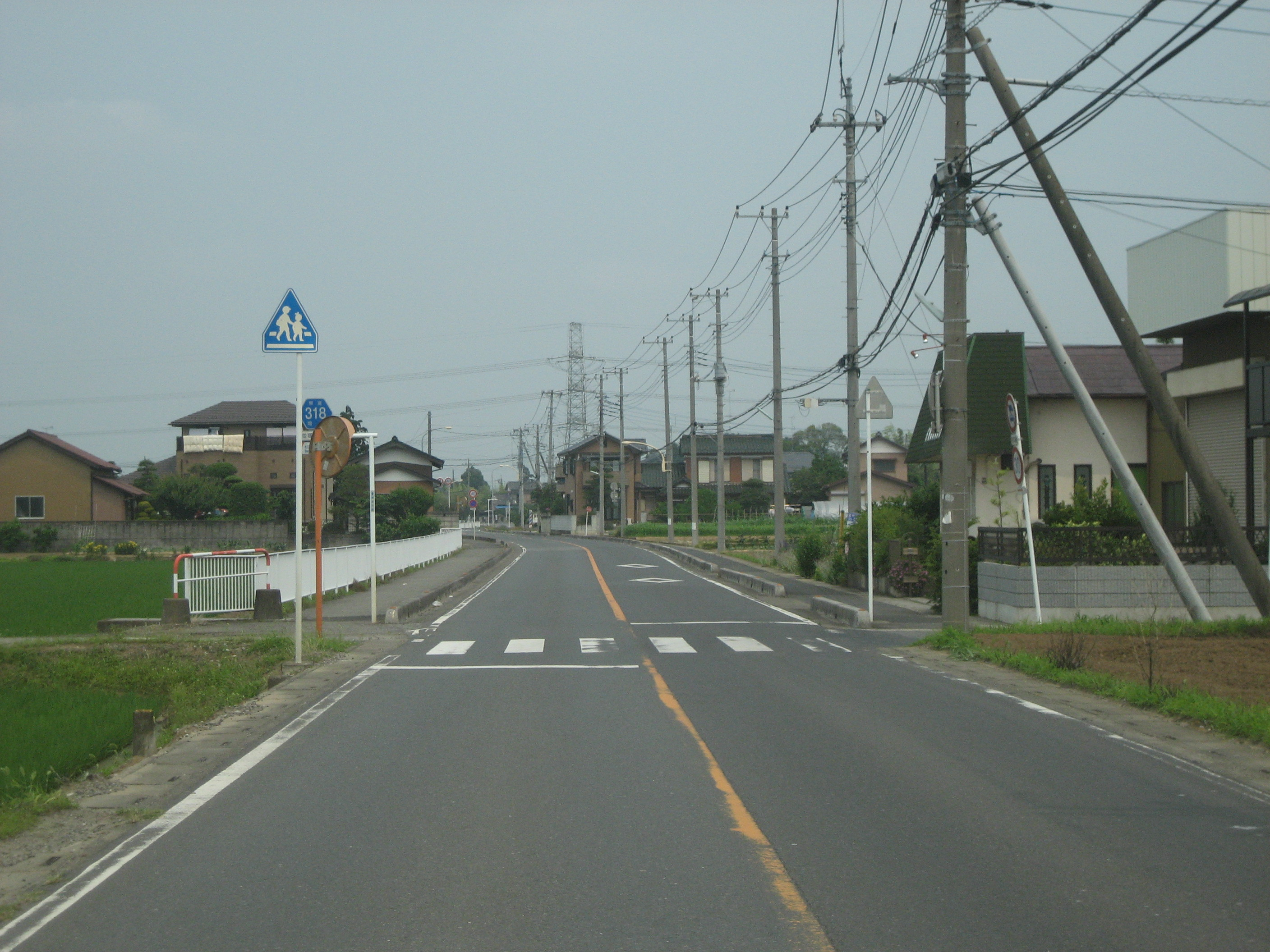
杉戸町内

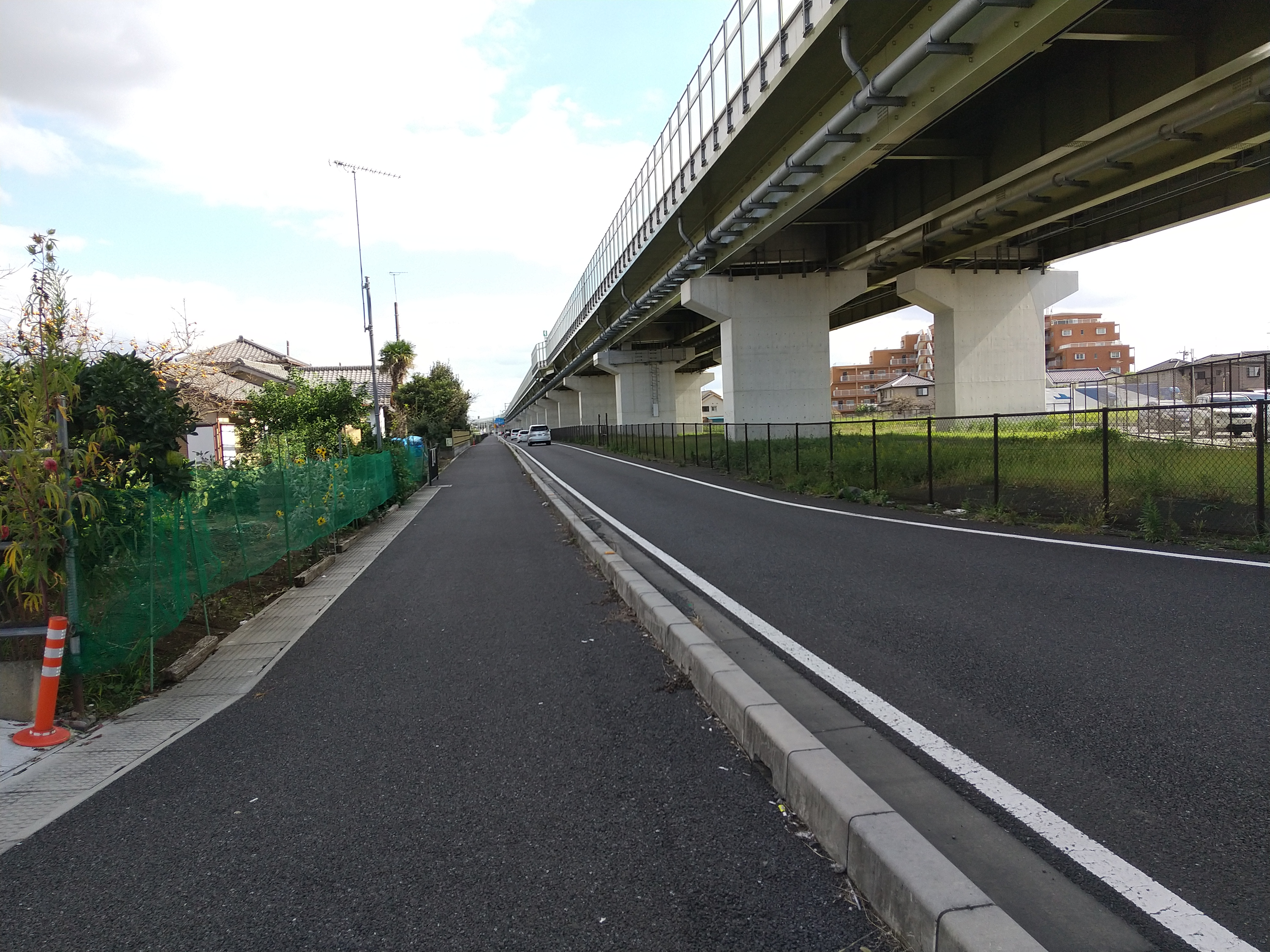
幸手市上高野付近

埼玉県道318号並塚幸手線（さいたまけんどう318ごう ならびつかさってせん）は、埼玉県北葛飾郡杉戸町と幸手市を結ぶ一般県道。

## 概要
- 起点：北葛飾郡杉戸町並塚（並塚（西）交差点、埼玉県道183号次木杉戸線交点）
- 終点：幸手市上高野（上高野北交差点、国道4号交点）

## 通過する自治体
- 北葛飾郡杉戸町
- 幸手市

## 交差・接続する道路
| 交差する道路            | 交差する道路              | 交差点名   | 所在地         | 所在地 |
| ----------------------- | ------------------------- | ---------- | -------------- | ------ |
| 埼玉県道183号次木杉戸線 | 埼玉県道183号次木杉戸線   | 並塚（西） | 北葛飾郡杉戸町 | 並塚   |
| 埼玉県道26号境杉戸線    | 埼玉県道26号境杉戸線      | 戸島       | 幸手市         | 戸島   |
| 本線                    | 埼玉県道383号惣新田幸手線 |            | 幸手市         | 上高野 |
| 国道4号                 | 国道4号                   | 上高野北   | 幸手市         | 上高野 |
| （上高野通り）          |                           |            |                |        |

## 周辺
杉戸町
- 八幡香取神社
- 大黒院
- 特別養護老人ホーム桜楓苑

幸手市
- 葛西用水路土地改良区
- 白百合学園自然観察園
- 東埼玉総合病院（旧幸手市立栄中学校跡地）
- 都市再生機構幸手団地
- 旧埼玉県立幸手高等学校
- 幸手市立さかえ小学校（旧幸手市立栄第二小学校）